# Рудолф IV фон Хахберг-Заузенберг
Рудолф IV фон Хахберг-Заузенберг (на немски: Rudolf IV von Hachberg-Sausenberg; * 1426/1427, замък Рьотелн; † 12 април 1487, замък Рьотелн) е маркграф на Хахберг-Заузенберг от 1441 до 1487 г.

## Биография
Той е най-възрастният син на Вилхелм фон Хахберг-Заузенберг (1406 – 1482) и Елизабет от Монфорт-Брегенц (1422 – 1458).
След абдикацията на баща му през 1441 г. в полза на още малолетните му синове Рудолф IV и Хуго, управлението поема като опекун граф Йохан фон Фрайбург-Нойенбург. От 1441 г. Рудолф има титлата маркграф на Хахберг-Заузенберг и от 1447 г. граф на Ньошател.
На 8 септември 1444 г. граф Йохан фон Фрайбург-Нойенбург подарява на племенниците си Рудолф IV и Хуго фон Хахберг-Заузенберг своето Господство Баденвайлер със замък Бург Нойенщайн. Граф Йохан има шест деца, които умират малки.
През 1447 г. граф Йохан преписва на Рудолф своето Графство Ньошател (Нойенбург) с двореца. След смъртта на Йохан (19 февруари 1458) Рудолф наследява и други господства в Свободното графство Бургундия.
Рудолф придружава през 1451/1452 г. немския крал Фридрих III по пътя му за Рим за коронизацията за император. През 1454 г. херцог Филип Добрия от Бургундия го посещава в замък Рьотелн. От 1458 г. Рудолф е съветник и камерахер в двора на херцога от Бургундия и е като маркиз дьо Ротелин известна фигура. Херцог Шарл Дръзки от Бургундия го прави през 1467 г. губернатор на Люксембург.

## Фамилия
Рудолф IV се жени за Маргарета от Виен (* 1422; † 1458). Те имат децата:
- Филип (1454 – 1503)
- Катарина (1450 – 1498).